# Успенская гора
Успенская гора (Успенская горка, Лысая гора) — историческое место в Витебске на высоком левом берегу Западной Двины.
С юга ограничивалась Витьбой, с севера — Остро-Спасской горой (разделялись оврагом, ныне снивелированным; район современной улицы Я. Купалы). Название получила от Успенской церкви, известной здесь с XV века. В XIV—XVI веках Успенская гора была частью Завитебного посада, позднее — Взгорского замка.

## История
По мнению археологов, на Лысой горе (первоначальное название) до XII века находилось языческое племенное святилище.
В начале XVII века на Успенской горе находился Богородицкий посад (27 домов, архиепископский двор с хозяйственными постройками). В 1636 году здесь построена новая церковь, в 1743—1785 годах — каменный костёл и здание базилианского монастыря (ныне в нём расположен Станкоинструментальный техникум). Согласно инвентарным записям 1664 года, на Успенскую гору вела Богородицкая улица (ныне улица Крылова).
В 1799 году костёл переименован в Успенский собор. После выравнивания оврага название Успенская гора перенесено на территорию бывшей Остро-Спасской горы и закрепилось как Успенская горка.
В 1936 году, в ходе усиления антирелигиозной работы, Успенский собор взрывают и после Великой Отечественной войны, в 1949, на холме строят корпус завода заточных станков.
В центральной части Успенской горы находится сквер с памятником героям Отечественной войны 1812 г., здание бывшего Губернаторского дворца, военное кладбище.